# Туомас Голопайнен
Туо́мас Ла́урі Йоха́ннес Голопа́йнен (фін. Tuomas Lauri Johannes Holopainen), народився 25 грудня 1976 року в місті Кітеє, провінція Північна Карелія, Фінляндія) — клавішник, композитор і автор віршів фінського симфо-павер-метал гурту «Nightwish». Так само він грав в групах «Nattvindens Gråt» і «Darkwoods My Betrothed».

## Дитинство
Туомас Голопайнен народився 25 грудня 1976 року в Кітеє (Фінляндія) в сім'ї підприємця Пентті Голопайнена і вчительки музики Кірсті Норт-Голопайнен. У нього є старша сестра Сюзанна, хірург-уролог, і старший брат Петрі, асистент лікаря. Є другим двоюрідним братом співачки Еліни Сіірали.
Коли Туомасу було 7 років, мама записала його на уроки гри на піаніно. Він вивчав джаз і класичну музику в музичному коледжі, і також навчався грі на кларнеті і тенор-саксофоні. Під час навчання в університеті Туомас жив у своєї «бабусі Тууне» і, за його словами, бабусині історії розпалили вогонь його уяви і фантазії.
Туомасу подобалося старанно вчитися в школі, і його вчитель англійської мови вважав, що у хлопця відмінний розум і багата уява, яка не знає кордонів. Як виявилося, учитель був розчарований, коли Туомас став «лише музикантом».
Маленький Тоо [як він сам себе називав в дитинстві] був дуже розумний для свого віку: до того часу, як йому виповнилося 2 роки, він вже вивчив усі букви алфавіту. Він розповідає, що одним з найбільш ранніх його спогадів було те, як він у дворічному віці сидів зі своєю мамою в лікарні з переломом ноги і прочитав табличку з написом «Рентген», а медсестри ніяк не могли повірити, що така маленька дитина вміє читати.
Його брат намагався прищепити Туомасу свої смаки в музиці. Коли другокласники одержали завдання принести в школу записи своїх улюблених пісень, Туомас приніс пісню «John Holmes» групи «Popeda», але, от халепа, лірика до цієї композиції була непристойною. За це Туомаса відправили до вчителя, посаду якого займала його власна мати.
Улюблений вид спорту Туомаса це теніс, і він брав участь у багатьох змаганнях і навіть посів третє місце в окружному турнірі.

## Початок музичної кар'єри
У 1993 році, після повернення з Америки і закінчення програми обміну студентами, він приєднався до своєї першої групи, «Dismal Silence». Там він вперше грав на синтезаторі. Протягом наступних 2-3 років Туомас грав в декількох групах, і в його послужний список увійшла запис синтезаторних партій для деяких альбомів «Darkwoods my Bethrothed» і двох альбомів «Nattvindens Gråt», а також колективу «Sethian».
В липні 1996 року Туомас приєднався до армійського ансамблю, де грав на кларнеті протягом 9 з половиною місяців. Відтоді він практично не торкався до кларнету.
У 1996 році Туомас усвідомлює, що йому тісно в рамках сесійного музиканта і лише клавішника, і, на додачу, починає відчувати бажання писати музику самостійно. Тоді ж він почав роздумувати про створення власної групи. Широко відомо, що ідея проєкту з акустичною, дуже «настроєвою» музикою прийшла до нього під час відпочинку на острові батьків, коли Туомас сидів біля багаття зі своїми друзями. У той час такі групи, як «Third and the Mortal», «Theatre of Tragedy» і «The Gathering» надихали його на написання власного матеріалу.

## Nightwish
" "Nightwish" – відображення моєї душі, моя схованка, звалище сміття і робота мого життя в одному" (Туомас Голопайнен) 
Перебуваючи в армії, Туомас написав 3 пісні («Nightwish», «The Forever moments» і «Etiäinen»(фін. — «Лісовий дух»)), які сформована група, куди входили Ерно Вуорінен (гітара) і Тар'я Турунен(вокал), записала як демо в грудні 1996 року. Тар'я була старою знайомою Туомаса — вони вчилися в одній школі і знали один одного з 13 років, а також грали в одному шкільному джаз-колективі. Але проєкт не можна було розцінювати як серйозний, бо не було можливості виступати. Друзі послали демо в Century Media, Massacre Records і Spinefarm, і не дочекалися відповідей.
Туомас вирішив, що йому подобається назва однієї з демо-пісень, «Nightwish», і згодом група закріпила за собою саме цю назву.

Туомас про назву: «Я люблю ніч і її чари, люблю, як все дивно ночами, і в цей час мені подобається давати волю своїм думкам. Часто я мрію і загадую бажання, коли бачу падаючі зірки … Насправді, це була назва однієї пісні з нашим найпершим демо-записом, куди ввійшли 3 акустичні пісні („Nightwish“, „The Forever Moments“, „Etiäinen“), і через це демо називалося „Nightwish Demo“. Мені сподобалося ця назва, і я подумав, що воно описує все те, про що наша музика, ось чому воно також стало назвою групи».

Учасники продовжили працювати і записали повноцінний демо-альбом, «Angels Fall First», в 1997 році, і тепер до них приєднався Юкка Невалайнен (барабани). З причини музичних уподобань хлопців і сильного вокалу Тар'ї, Туомас вирішив «перекваліфікувати» групу в метал-гурт. Перебуваючи в турне як сесійний музикант, Туомас з хвилюванням запропонував Ево Рюткьонену(в той час тур-менеджеру лейбла Spinefarm) послухати записане його групою демо. Після того, як Ево почув пісню «The Carpenter», він узяв «Nightwish на борт». Альбом вийшов в листопаді 1997 року.
В цьому альбомі Туомас виконував і вокальні партії («The Carpenter», «Beauty Of The Beast», «Astral Romance» та в бонус-треці «Once Upon A Trobadour»). Але після цього Туомас вважає своїм кошмаром знову заспівати.
У 1998 році розпочався пошук басиста, і учасники гурту зупинили свій вибір на Самі Вянскя, який був знайомий Туомасу по Nattvindens Gråt. Він приєднався до групи перед записом другого альбому «Oceanborn». Цього разу Туомас, за його власними словами, навчився не відкривати свій рот, так що молодий композитор звернувся за допомогою до свого старого друга Тапіо Вільська, з яким теж працював в «Nattvindens Gråt», і попросив його виконати чоловічі партії в піснях з майбутнього другого альбому .
Туомас вважає «Oceanborn» першим альбомом гурту, бо «Angels Fall First» спочатку мався на увазі тільки лише як демо. Під час написання Oceanborn головним натхненником для Туомаса була група «Stratovarius», і, як він вважає, це досить помітно в музиці цього альбому.
Трохи пізніше Туомаса попросили написати пісню «довжиною максимум в 4 хвилини» спеціально для німецького видання альбому, і це прохання деякий час по тому вилилося в композицію «Sleeping Sun», але Туомас не до душі були вищезазначені обмеження. Приблизно в цей же час почала зароджуватися ідея сайд-проєкту «For My Pain…», але, через поголовну зайнятість музикантів у своїх основних групах, проєкт був відкладений на пізніший термін.
Туомас зазначав, що після написання «Oceanborn» він почувався абсолютно спустошеним, як ніби він ніколи більше не може написати жодної пісні. Він все віддав цьому альбому, і його креативна енергія була на нулі. Туомас вважає, що «Oceanborn» і «Angels Fall First» були двома альбомами, які дійсно сповнені ентузіазму і нині «втраченої невинності». Туомас так само відзначає, що написання альбомів «Wishmaster»(2000) і «Century Child»(2002) далося йому не без труднощів.
Восени 2001 року Туомас покінчив з «Nightwish». Він пояснив це рішення переважно ненавистю до самого себе, життєвою кризою. Він був не задоволений тим, що зробив у своєму житті, тим, що його особисті стосунки ніяк не хотіли будуватися. Після завершального виступу в місті Нівала, Туомас припинив діяльність групи. Він подзвонив в Spinefarm і повідомив: «Кінець історії, „Nightwish“ більше немає, я не буду більше цим займатися».
Через деякий час він усвідомив, наскільки далеко вперед просунулася група за якісь 4 роки свого існування, і що Nightwish не заслуговує такого кінця. Головним каменем спотикання залишався Самі, і Туомас вирішив, що група не може продовжувати співпрацювати з ним. Але, на жаль, Туомас не знайшов у собі сил поговорити з Самі особисто. Туомас звернувся за допомогою до Ево, і той передав Самі новину про звільнення. Приблизно в цей же час на поверхню сплив давно задуманий проєкт «For My Pain…», і учасники групи стали планувати дебютний альбом новонародженого колективу.
В процесі пошуку нового басиста Туомас вирішив, що йому потрібен бас-гітарист, здатний також і співати. Тільки одне ім'я спало йому на думку. Марко Хієтала приєднався до «Nightwish» в 2002 році для запису альбому «Century Child».
Після релізу «Century Child» став ясний курс, який взяли Туомас і гурт: залучення до запису аранжувань справжнього фінського, а потім і англійського оркестрів, що згодом змінить музичний стиль групи і стане головним елементом в їх музиці. Туомас вважає, що це дає йому більше свободи і дозволяє його креативній енергії не знати кордонів. Відтоді симфонічний оркестр став великою частиною студійних релізів.
2004 рік був роком прориву в Сполучених Штатах. Вийшов альбом «Once» і група вирушила в своє наймасштабніше турне, відвідуючи місця, в яких вони не бували раніше. Фінальний виступ турне було знято на DVD, що вийшло в 2006 році під назвою «End of an Era». Саме на цьому концерті вокалістці групи Тар'ї Турунен було вручено відкритий лист про її звільнення з групи.
Після альбому Once Туомас об'єднав сили з Марко, щоб написати пісню до фінського фільму «Lieksa !». Цією піснею стала «While Your Lips Are Still Red», і вона була першою піснею, написаною Туомасом спеціально для фільму. Туомас частенько згадував про те, що написати саундтрек до фільму — його найграндіозніше бажання.
В середині 2007 року пошуки нової вокалістки для групи дійшли кінця, і Анетт Ользон була представлена світу. Їх новий альбом «Dark Passion Play» був записаний в період з вересня 2006 по березень 2007 року. Турне на підтримку альбому почалося у вересні, і, за визнанням Туомаса, група допустила помилку в плануванні гастрольного графіка. Турне було настільки важким і виснажливим, що стрес і перенапруження знову панували в групі. Після 3-хмісячної перерви по закінченні Південноамериканської частини турне в 2008 році, Туомас підтвердив, що обстановка і стрес пішли на спад, і що група тепер знову сповнена сил і з трепетом чекає продовження гастролей.
На початку осені 2008 року, Туомас Голопайнен вперше озвучив ідею фільму товаришам по групі і сценаристу Стобе Харью, з яким група працювала над кліпом «The Islander». Харью відразу сподобалася концепція: оригінальна ідея Голопайнена полягала в тому, щоб зняти відеокліп для кожного з тринадцяти пісень альбому «Imaginaerum», але Харью запропонував також додати текст. Вони почали трудитися над створенням фільму, Харью написав 70-сторінковий проєкт сценарію на основі оригінальних ідей Голопайнена. Було вирішено, що замість набору окремих кліпів, вони повинні створити повноцінний фільм з великою історією.

«Я хотів показати фільм про радість бути живим і красі світу.» Туомас Голопайнен

Фільм був розроблений паралельно з альбомом. Поряд з акторами у фільмі задіяні і учасники Nightwish, які крім виконання музичних композицій, брали безпосередню участь, граючи ролі. Харью, «щоб відчувати присутність Nightwish», підібрав для музикантів групи персонажів з іменами, що нагадують їх власні: Анетт Ользон грає Енн, Туомас Голопайнен — Тома, Марко Хієтала — Маркуса, Емппу Вуорінен — Еміля, а Юкка Невалайнен грає Джека
У 2011 році відбувся реліз «Imaginaerum», весь 2012 рік гурт перебував в Світовому турне на його підтримку.
Кінострічка вийшла в російський прокат 6 липня 2013 року.

## Дискографія

### Nightwish
- Angels Fall First (1997)
- Oceanborn (1998)
- Wishmaster (2000)
- Over the Hills and Far Away EP (2001)
- Century Child (2002)
- Once (2004)
- Dark Passion Play (2007)
- Made in Hong Kong (2009)
- Imaginaerum (2011)
- Endless Forms Most Beautiful (2015)
- Human. :II: Nature. (2020)

### Сольна кар'єра
- Music Inspired by the Life and Times of Scrooge (2014)

### Darkwoods My Betrothed
- Heirs of the Northstar (1995)
- Autumn Roars Thunder (1996)
- Witch-Hunts (1998)

### Nattvindens Gråt
- Där Svanar Flyger (1995)
- A Bard's Tale (1995)
- Chaos Without Theory (1997)

### Auri
- Auri (2018)